# Zolang het leuk is
Zolang het leuk is is een Nederlandse podcast van Wilfred Genee voor BNR. In de podcast ontvangt Genee iedere week een andere gast, maar hij weet zelf niet wie er zit. Zijn producer ontvangt hem, geeft Genee een hint en daarna volgt de onthulling. Hij kan het gesprek daardoor niet voorbereiden en gaat blanco het gesprek aan, zolang het leuk is.
Op 4 februari 2025 werden de eerste twee afleveringen gepubliceerd met oud-politicus Rob Oudkerk en advocate Bénédicte Ficq.
| 1  | Rob Oudkerk         | 4 februari 2025  | 1u 24m | Ik had premier kunnen worden.                                              |
| 2  | Bénédicte Ficq      | 4 februari 2025  | 48m    | De mens is een klootzak.                                                   |
| 3  | Marianne Zwagerman  | 11 februari 2025 | 2u 13m | Ik werd vlak voor missen EK-kwalificatie betrapt in het spelershotel.      |
| 4  | Herman Koch         | 18 februari 2025 | 1u 33m | Het leven lacht mij altijd toe.                                            |
| 5  | Fred Teeven         | 25 februari 2025 | 1u 18m | Ik lig nooit wakker van iets.                                              |
| 6  | Thierry Baudet      | 4 maart 2025     | 1u 29m | Ik heb mezelf vergaloppeerd, ben overmoedig geweest...                     |
| 7  | Sinan Can           | 11 maart 2025    | 1u 42m | Ik heb elke dag verdriet dat ik de dood van mijn neef niet kon voorkomen.  |
| 8  | Marion Koopmans     | 18 maart 2025    | 1u 26m | Bij een volgende pandemie zijn we opnieuw de klos.                         |
| 9  | Huub Stapel         | 25 maart 2025    | 1u 10m | Ik was verbijsterd dat mijn vader bij de NSB zat.                          |
| 10 | Richard de Mos      | 1 april 2025     | 1u 5m  | Door deze rechtszaak heb ik bijna geen contact meer met mijn dochter.      |
| 11 | Erik van Muiswinkel | 8 april 2025     | 1u 24m | Ik ben niet bijzonder.                                                     |
| 12 | Bram Moszkowicz     | 15 april 2025    | 57m    | Het liefst trek ik die toga weer aan en ga pleiten.                        |
| 13 | Ahmed Marcouch      | 22 april 2025    | 1u 22m | Ik ben keihard gediscrimineerd door de politie.                            |
| 14 | Goedele Liekens     | 29 april 2025    | 1u 29m | Bij het kerstfeest werd er lachend over het misbruik in de kerk gesproken. |
| 15 | Nico Dijkshoorn     | 6 mei 2025       | 1u 55m | Ik vond Matthijs van Nieuwkerk bij DWDD juist heel erg mild.               |
| 16 | Marco Kroon         | 13 mei 2025      | 1u 10m | Als ik die medaille niet had gehad was dit mij niet overkomen.             |
| 17 | Hans Klok           | 20 mei 2025      | 1u 27m | Optreden in Las Vegas is weer een optie.                                   |
| 18 | Peter Heerschop     | 27 mei 2025      | 1u 38m | Ik heb me enorm eenzaam gevoeld.                                           |
| 19 | Henri Bontenbal     | 3 juni 2025      | 1u 49m | Laat het Kabinet maar vallen, ik ben er klaar voor.                        |
| 20 | Chris Zegers        | 10 juni 2025     | 1u 51m | Trump, Bono en Cruijff kwamen toevallig op mijn pad.                       |
| 21 | René van der Gijp   | 17 juni 2025     | 1u 34m | Johan is zó rigoureus en extreem.                                          |